# Сражение при Рамос-Ариспе
Сражение при Рамос-Ариспе (исп. Batalla de Ramos Arizpe) — сражение, которое произошло 8 января 1915 года между конвенционистскими войсками под командованием генерала Фелипе Анхелеса и конституционалистскими силами генерала Антонио Вильярреаля во время Мексиканской революции.
Начав войну против Каррансы, Панчо Вилья решил ликвидировать угрозы своим флангам с запада и востока, разгромив Дьегеса в Халиско и Вильяреаля в Коауиле. Он прекрасно помнил, как летом 1914 года Карранса отрезал его от запасов угля в Коауиле (там находились единственные угольные шахты Мексики) и тем самым обездвижил поезда его Северной дивизии. К тому же взятие под контроль этого штата обезопасило бы его железнодорожные коммуникации с США, по которым он получал боеприпасы.
Командовать войсками по захвату Коауилы было поручено генералу Фелипе Анхелесу, который двинул части Эмилио Мадеро, брата убитого президента Франсиско Мадеро, на столицу Коауилы Сальтильо, а сам 19 поездах отправил основную массу пехоты вдоль линии Торреон — Монтеррей. Обманутые каррансисты бросились вслед за Анхелесом и оголили подступы к Сальтильо. Анхелес опять погрузил свои войска на поезда и вернулся в Сальтильо, взяв его без боя 6 января 1915 года. После взятия Сальтильо Анхелес двинул свои силы на Монтеррей и у поселка Рамос-Ариспе, расположенного в десяти милях севернее Сальтильо, столкнулся с дивизией каррансистов генерала Антонио Вильярреаля. Вильярреаль расположил свою дивизию двумя эшелонами с авангардом на левом фланге у фабрики Ла-Либертад.
По плану Анхелеса генерал Эмилио Мадеро должен был выбить противника с фабрики Ла-Либертад и обходом справа атаковать Рамос-Ариспе, в то время как основные силы должны были в центре ударить по первому эшелону войск противника и обходом слева выйти ко второму.
Сражение началось в густом тумане. Артиллерия вильистов открыла огонь, и пехота пошла в атаку. На правом фланге Мадеро выбил каррансистов с фабрики и стал их преследовать, обходя позиции противника справа. Вскоре первый эшелон конституционалистов начал отступать. Державшийся туман усиливал неразбериху: артиллерия обеих сторон часто била по своим, солдаты и офицеры, носившие похожую форму, принимали противника за своих и наоборот. Туман сбил с толку и генерала Вильярреаля, который потерял управление боем. В четыре часа пополудни каррансисты начали бежать, преследуемые конвенционистской кавалерией, которая продвинулась более чем на двадцать километров.
В качестве трофеев были захвачены семь поездов, 24 пушки, 10 000 винтовок, два миллиона патронов, одиннадцать тысяч пушечных снарядов французского производства, а также новая форма и снаряжение. После победы генерал Фелипе Анхелес отпустил 2000 взятых в плен каррансистов, взяв с них слово не воевать против войск конвенционистов.
Разгромленные конституционалисты сначала отступили к Монтеррею, но, решив не защищать его, затем отошли в Матаморос. 15 января в город вошли войска Панчо Вильи.
Карранса приказал провести расследование, чтобы установить ответственного за поражение. После объяснения с ним оскорбленный Вильярреаль эмигрировал в США.